# Golonchán Viejo
Golonchán Viejo es una localidad del estado mexicano de Chiapas. Es parte del municipio de Sitalá.

## Demografía
| Gráfica de evolución demográfica |
|                                  |

| Censo | Población |
| ----- | --------- |
| 1910  | 30        |
| 1921  | —         |
| 1930  | 68        |
| 1940  | 65        |
| 1950  | 69        |
| 1960  | 292       |
| 1970  | 293       |
| 1980  | 122       |
| 1990  | 652       |
| 2000  | 486       |
| 2010  | 852       |
| 2020  | 1 305     |